# Odontomyia fuscipennis
Odontomyia fuscipennis är en tvåvingeart som beskrevs av Macquart 1838. Odontomyia fuscipennis ingår i släktet Odontomyia och familjen vapenflugor. Inga underarter finns listade i Catalogue of Life.